# Keyaki (cacciatorpediniere)
Il Keyaki (欅? lett. "Olmo giapponese") è stato un cacciatorpediniere della Marina imperiale giapponese, sedicesima unità della classe Matsu. Fu varato nel settembre 1944 dal cantiere navale di Yokosuka. Appartenente alla 53ª Divisione, non ebbe che un trascurabile servizio durante gli ultimi sei mesi della seconda guerra mondiale: fu consegnato agli Stati Uniti nell'estate 1947, i quali lo affondarono al largo delle coste giapponesi già l'ottobre seguente.

## Caratteristiche
Il Keyaki presentava una lunghezza fuori tutto di 100 metri, una larghezza massima di 9,35 metri e un pescaggio di 3,30 metri; il dislocamento a pieno carico ammontava a 1 676 tonnellate. L'apparato motore era formato da due caldaie Kampon, due turbine a ingranaggi a vapore Kampon, due alberi motore con elica: erano erogati 19 000 shp, sufficienti per una velocità massima di 27,75 nodi (52,73 km/h); l'autonomia massima era di 4 680 miglia nautiche a 16 nodi (8 667 chilometri a 30,4 km/h). L'armamento era articolato su tre cannoni Type 89 da 127 mm L/40 in due affusti pressoché scoperti; quattro tubi lanciasiluri da 610 mm raggruppati in un impianto Type 92 e senza ricarica; venticinque cannoni automatici Type 96 da 25 mm L/60 e due lanciatori Type 94 per bombe di profondità (60 a bordo). Infine erano stati forniti un sonar Type 93, un radar Type 22 e uno Type 13. All'entrata in servizio l'equipaggio era formato da 210 uomini.

## Servizio operativo
Il cacciatorpediniere Keyaki fu ordinato nell'anno fiscale edito dal governo giapponese nel 1944. La sua chiglia fu impostata nel cantiere navale dell'arsenale di Yokosuka il 22 giugno 1944 e il varo avvenne il 30 settembre seguente; fu completato il 15 dicembre e il comando fu affidato al capitano di corvetta Shirō Yoda. Fu immediatamente assegnato all'11ª Squadriglia cacciatorpediniere, dipendente dalla Flotta Combinata e demandata all'addestramento delle nuove unità in tempo di guerra.
Il Keyaki ebbe una carriera priva di significativi eventi con la Marina imperiale. Infatti, conclusi messa a punto e la preparazione, il 15 marzo 1945 fu inserito nell'ordine di battaglia nell'appena attivata 53ª Divisione, che comprendeva inoltre il Nara, il Tachibana, lo Tsubaki, il Sakura e lo Yanagi: la divisione rimase comunque agli ordini dell'11ª Squadriglia che transitò alle dipendenze della depauperata 2ª Flotta il 1º aprile; tuttavia, dopo le gravi perdite patite nell'estrema operazione Ten-Go, essa fu disattivata e la 53ª Divisione e il resto della squadriglia tornarono alla Flotta Combinata. Dislocato nella base navale di Kure con il resto della classe Matsu, il Keyaki condusse solo piccole operazioni di vigilanza nel Mare interno di Seto negli ultimi mesi della seconda guerra mondiale, dato che la scarsità di carburante si era fatta grave; fu riassegnato al Distretto di guardia di Osaka il 15 luglio, giorno nel quale la 53ª Divisione fu sciolta. L'accettazione giapponese della dichiarazione di Potsdam, il 15 agosto, lo trovò comunque a Yokosuka, dove si ormeggiò definitivamente per essere consegnato a fine mese alle autorità d'occupazione statunitensi. Queste provvidero a rimuovere ogni arma e attrezzatura militare e, il 5 ottobre successivo, la nave fu depennata dai registri della Marina imperiale.
Il Keyaki fu subito riadattato per partecipare alla colossale opera di rimpatrio di militari e civili giapponesi, sparpagliati in Asia orientale: fu destinato a tale compito già a poche settimane dalla conclusione della guerra, che ebbe però una formale sanzione soltanto il 1º dicembre, con la formazione del 2º ministero per la Smobilitazione che (pur con la supervisione americana) ebbe sotto di sé la responsabilità della buona riuscita dell'operazione. Nel frattempo le potenze vincitrici decisero il destino del cacciatorpediniere e dell'altro naviglio giapponese catturato; la spartizione avvenne nel corso di quattro incontri al quartier generale dello SCAP: durante la prima riunione, del 28 giugno 1947, il Keyaki fu assegnato agli Stati Uniti in conto di riparazione di guerra e la cessione divenne effettiva il 7 agosto seguente. In ogni caso, Washington non ritenne opportuno o utile trasferire nei porti nazionali le navi ottenute e, piuttosto, decise di lasciare i vascelli ex nipponici proprio in Giappone e di farne uso fino al completo logorio o perdita. Il vascello, anzi, fu subito selezionato come nave bersaglio spendibile; da Yokosuka fu ormeggiato in un punto al largo della penisola di Bōsō (34°44′N 140°01′E) e lì affondato il 29 ottobre 1947 da navi americane.